# Prichard Colón
Prichard Colón Meléndez, född 19 september 1992 i Maitland, Florida, är en puertoricansk- amerikansk före detta boxare som företrädde Puerto Rico. Han vann guld i panamerikanska juniormästerskapen 2010 i serien 64 kg.
Colón proffsdebuterade 2013 och hans proffskarriär omfattade sammanlagt 17 matcher.
Efter en match mot Terrel Williams 2015 avslutades hans karriär på grund av en hjärnskada. Colón låg i koma i 221 dygn och återhämtningen från förlustmatchen har varit mycket långsam.